# 7 mm-08 Remington
Le 7mm-08 Remington est une munition de carabine qui est presque une copie directe d'une cartouche développée vers 1958, connu comme le 7mm/308 . Comme l'indique son nom, elle est issue d'une douille de calibre .308 Winchester mais son col a été réduit pour accepter un projectile de 7mm (.284) avec une légère augmentation de la longueur de l'étui. De toutes les cartouches basés sur la .308, c'est le troisième plus populaire, derrière le .308 lui-même et la .243 Winchester. En 1980, la "Remington Arms company" a popularisé la cartouche en appliquant son propre nom afin d'offrir ce calibre à ces carabines 788 et 700.

## Balistique indicative
- Masse de la balle : de 6,5 à 11,6g (100 à 180 grains)
- Vitesse 9g (140 grains)
  - initiale : 850m/s
- Énergie
  - initiale : 3304j
  - =Taille:18.5cm